# Solenocera vioscai
Solenocera vioscai är en kräftdjursart som beskrevs av Martin D. Burkenroad 1934. Solenocera vioscai ingår i släktet Solenocera och familjen Solenoceridae. Inga underarter finns listade i Catalogue of Life.